# جوستان
جوستان هي قرية في مقاطعة طالقان، إيران. يقدر عدد سكانها بـ 358 نسمة بحسب إحصاء 2016.